# Sophie Germain
Sophie Germain (Párizs, 1776. április 1. – Párizs, 1831. június 27.) francia matematikusnő.
Édesapja Ambroise-François Germain, kereskedő, aki a francia forradalom idején a harmadik rend választott képviselőjeként részt vett az alkotmányozó nemzetgyűlésben.
Félénk, gátlásos kislányként ismerte mindenki. Érezte, hogy családját teljesen lefoglalja a pénz és a politika. Így hát beletemetkezett édesapja könyvtárába, ezzel kezdődött szellemi fejlődése.
Vonzalmát elsősorban a matematika és fizika keltette fel. Tanulmányai során eljutott Newton és Euler műveiig.
A rokonok, barátok és Sophie tanárai nem sokat törődtek a fiatal lány érdeklődésével és tehetségével. Úgy gondolták, nem sok értelme volna egy középosztálybeli leány ilyen irányú nevelésével foglalkozni.

## 1795
19 éves volt, mikor megalakult az École polytechnique. Több kurzust is elvégzett: Joseph Louis Lagrange matematikai analízis és Antoine-François Fourcroy kémia előadásait.
Germain tanulmányai rendszertelenek és esetlegesek voltak. Időről időre találkozhatott Lagrange-zsal és más tudósokkal, sőt némelyiküktől kisebb feladatokat is kapott, csakhogy ő tudományos alaposságú képzésre vágyott. Ez a lehetőség sohasem adatott meg neki.
Társadalmi helyzete nem tette lehetővé, hogy arisztokratákkal érintkezzen. Ráadásul olyan férfi tudós sem állt mellette, aki a saját nevében terjesztette volna elő az ő gondolatait.
Germain éppen akkor rekedt kívül tudományos közéleten, amikor az egyre több embert vonzott, amikor új intézményeket hoztak létre, és soha nem látott méretű együttműködést teremtettek.

## 1804
A századfordulón élete egyik legnagyobb lehetőségére bukkant a számelmélet területén. Lagrange és Legendre is erősen érdeklődött a téma iránt és tanulásra biztatta Germaint.

## 1808
Germain megírta Gaussnak hogy mit tart legnagyobb számelméleti eredményének: bebizonyította, hogy ha az x, y és z egész számok, valamint fennáll közöttük a x5 + y5 = z5 egyenlőség, akkor a z-nek, az x-nek vagy az y-nak oszthatónak kell lennie öttel. Germain tétele fontos lépésnek számított a nagy Fermat-tétel n = 5 esetre való bizonyítása felé.
(Gauss sohasem fűzött megjegyzést Germain tételéhez. Nem sokkal azelőtt avatták a Göttingeni Egyetem asztronómiaprofesszorává, ezért felhagyott számelméleti kutatásaival.)
Germain tétele jobbára ismeretlen maradt, noha 1823-ban Legendre megemlíti a Fermat-tétel n = 5 esetre szóló bizonyításában.

## 1809
Gaussal való levelezése megszakadása után Germain új témák és új pártfogók után nézett. Olyan lehetőségre bukkant, amely végül egyik legjobb eredményéhez vezette el: megkísérelte megmagyarázni Ernst Chladni klasszikus kísérletének eredményeit, amelyben a német fizikus rugalmas lemezek rezgéseit tanulmányozta.
A kísérletben Chladni üveglemezre szórt homokot hozott rezgésbe egy hegedűvonóval. A lemezen tetszetős mintázatok alakultak ki a lemez alakjától, a rögzítési pont helyétől és a rezgés frekvenciájától függően.
Felkérésre a kísérletet Chladni megismételte Napóleonnak, akire olyan hatással volt a kísérlet, hogy felajánlott egy 1 kilós aranyérmet, aki elméletileg is megmagyarázza a kísérlet eredményét. 1809-ben az Első Tagozat hirdette meg a versenyt és két év határidőt tűzött ki a résztvevők számára.
Chladni-féle porábra kialakulása (video): 

## 1811
Chladni kísérleteinek elméleti bizonyítására Germain volt az egyetlen, aki pályázatot nyújtott be, mégsem nyerte el a díjat.
Feltevését ugyanis nem indokolta meg fizikai törvényekkel, és ezt nem is tehette, hiszen teljességgel járatlan volt a matematikai analízisben és a variációszámításban.
Dolgozata mégis új felismeréseket gerjesztett. Lagrange, aki dolgozata egyik bírája volt, kijavította Germain számítási hibáit és felállított egy egyenletet,
amelyről úgy vélte, leírja a Chladni-féle ábrákat. Lagrange bebizonyította, hogy ha a rezgés z amplitúdója elegendően kicsi, akkor fennáll a következő egyenlet:
{\displaystyle {\frac {d^{2}z}{dt^{2}}}+k^{2}\;[\;{\frac {\partial ^{4}z}{\partial x^{4}}}+{\frac {\partial ^{4}z}{\partial y^{4}}}+{\frac {\partial ^{4}z}{\partial x^{2}\partial y^{2}}}\;]=0}
ahol t az idő, k egy állandó, az x és y pedig a felületi pont két koordinátája. Ez után az Első Tagozat további két évvel kitolta a határidőt, ám ismét csak Germain pályázott. Megmutatta, hogy Lagrange egyenlete néhány egyszerű esetben csakugyan kiadja a Chladni-féle ábrákat. Fizikai elvekből azonban nem tudta kielégítően levezetni az egyenletet, ezért munkájáért csupán az Első Tagozat dicséretében részesült.
1814-ben Poisson közzéteszi rugalmas lemezekről szóló cikkét.
Levezetett egy rendkívül bonyolult képletet, amelyet fokozatosan egyszerűsítve eljutott Lagrange egyenletéhez.
Mai szemmel nézve levezetése csak azért sikerülhetett, mert ismerte Germain és Lagrange eredményeit.
Mivel Poisson tagja volt az Első Tagozatnak, nem pályázhatott a díjra.
A díjra vonatkozó kiírást mégsem vonták vissza.

## 1815
Germain harmadszor is pályázik a Chladni-féle ábrák magyarázatát leíró tanulmányával.
Elolvassa Poisson dolgozatát.
„Nagyon sajnálom, hogy nem ismertem korábban Poisson dolgozatát.

Számomra drága idő telt el addig, amíg a megjelenésére vártam…”
Ebben az írásában kifogásolja Poisson módszerét és a sajátját javasolja helyette. Feltette, hogy a rugalmas erő arányos a külső erővel, az utóbbi pedig a felület deformáltságával áll összefüggésben. Egy adott pontban a rugalmas erő a ponton áthaladó felületi görbék görbületének összegével arányos.
Dolgozatát Legendre, Laplace és Poisson bírálták el. Nem fogadták el Germain ama feltevését, miszerint az okozat (a felület deformációja) szükségszerűen arányos lenne az okkal, vagyis a ható erővel. [Évtizedekre volt szükség, amire ez bebizonyosodott.]
A díjat ezzel a fenntartással ítélték neki. Germain számára a díj szaktudásának hivatalos elismerését jelentette.
Barátságot kötött Fourier-val, akinek révén egyre jobban bekapcsolódott Párizs tudományos életébe. Részt vett a Tudományos Akadémia ülésein, a nők közül elsőként: saját jogán.

## 1820

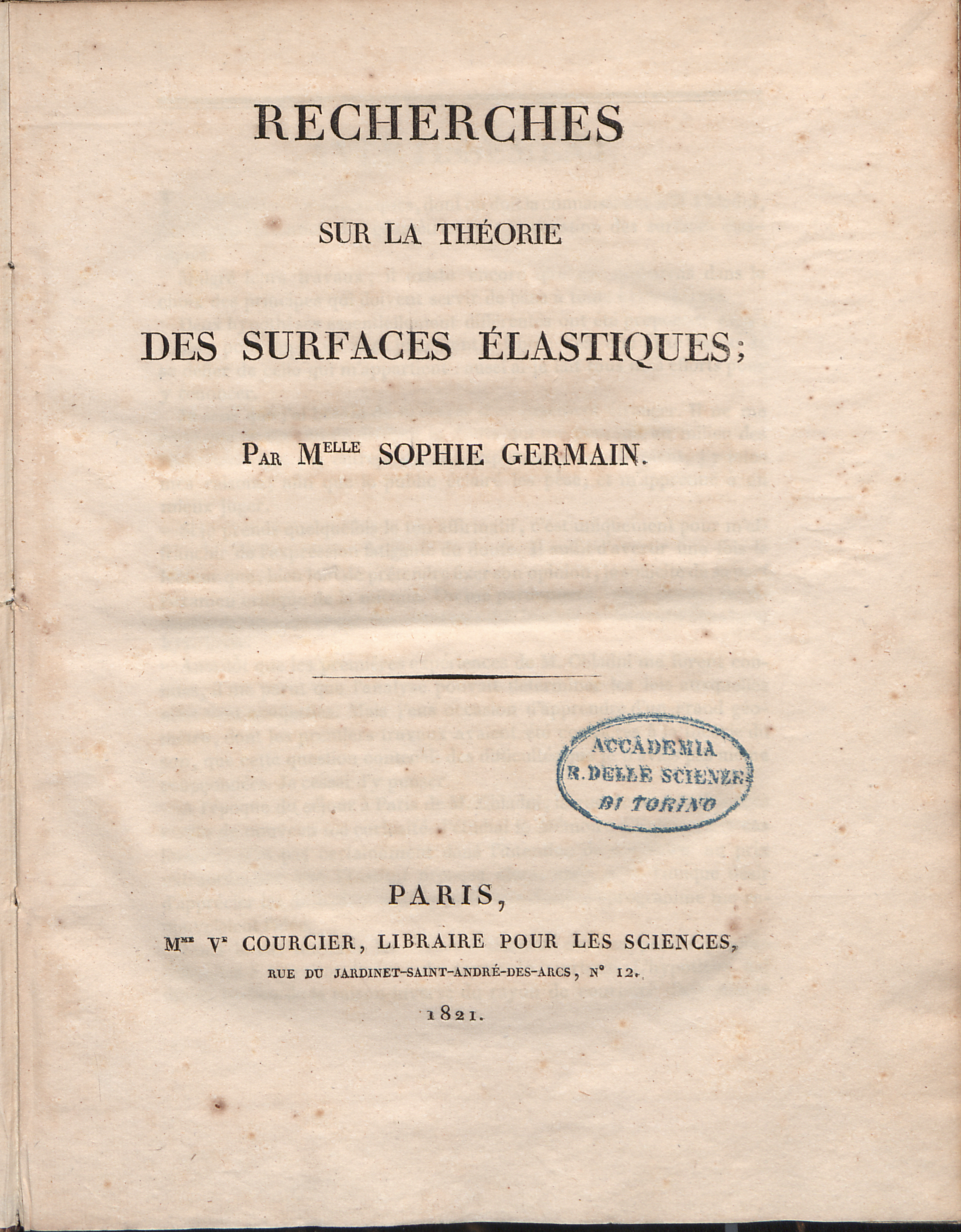
Récherches sur la théorie des surfaces élastiques, 1821

Legendre-ral nagyszabású kutatási tervbe fogott, melynek célja számelméleti eredményeinek finomítása volt.
Rugalmasságtani elméletéről is megjelentetett egy összefoglaló munkát.
1823-ban bebizonyította, hogy ha p olyan páratlan prím, amire q = 2p + 1 is prím, akkor az xp + yp = zp Fermat-egyenletnek nincs olyan megoldása, amiben az egész x, y, z számok egyike sem osztható p-vel. Máig nem ismert, hogy végtelen sok ilyen, úgynevezett Sophie Germain-prím van. (Ilyen például 23, mert 2 × 23 + 1 = 47, szintén prímszám).

## 1830
Gauss elmulasztotta rábeszélni a Göttingeni Egyetemet, hogy Germainnek doctor honoris causa címet adományozzanak.
Halála előtt belefogott egy filozófiai esszébe („Általános nézetek a tudományról és levelezések”), ám ezt már nem tudta befejezni.
Az emberi tevékenységek szellemi folyamatait próbálta megvizsgálni.
Elképzelése szerint szellemi világunk analógiákból áll.
Az emberi szellem felfedi ezeket az analógiákat, és ez vezet a természeti jelenségek a Világegyetem törvényeinek megismeréséhez.
Két évi betegség után mellrákban halt meg.